# Dehidrogenare
Dehidrogenarea este o reacție chimică ce implică eliminarea de hidrogen din molecula unui compus organic, fiind reacția inversă hidrogenării. Este o reacție importantă, deoarece prin intermediul său se pot obține alchene (olefine) plecând de la alcani, care sunt mai puțin folositori și mai inerți ca acestea. Alchenele sunt precursorii aldehidelor, alcoolilor, polimerilor și compușilor aromatici. Procesele de dehidrogenare sunt utilizate pe larg pentru producerea compușilor aromatici și a stirenului în industria petrochimică. Aceste procese sunt extrem de endoterme și necesită temperaturi de 500 °C sau mai mari. De asemenea, prin dehidrogenare, grăsimile saturate se transformă în nesaturate. Enzimele care catalizează reacția de dehidrogenare se numesc dehidrogenaze (de exemplu, alcool dehidrogenază sau ADH).

## Exemple
Una dintre cele mai folosit reacții de dehidrogenare la scară industrială este producerea stirenului prin dehidrogenarea etilbenzenului. Catalizatorii tipici pentru acest procedeu se bazează pe oxidul de fier (III), în combinație cu oxid de potasiu sau carbonat de potasiu.